# 天宮2号

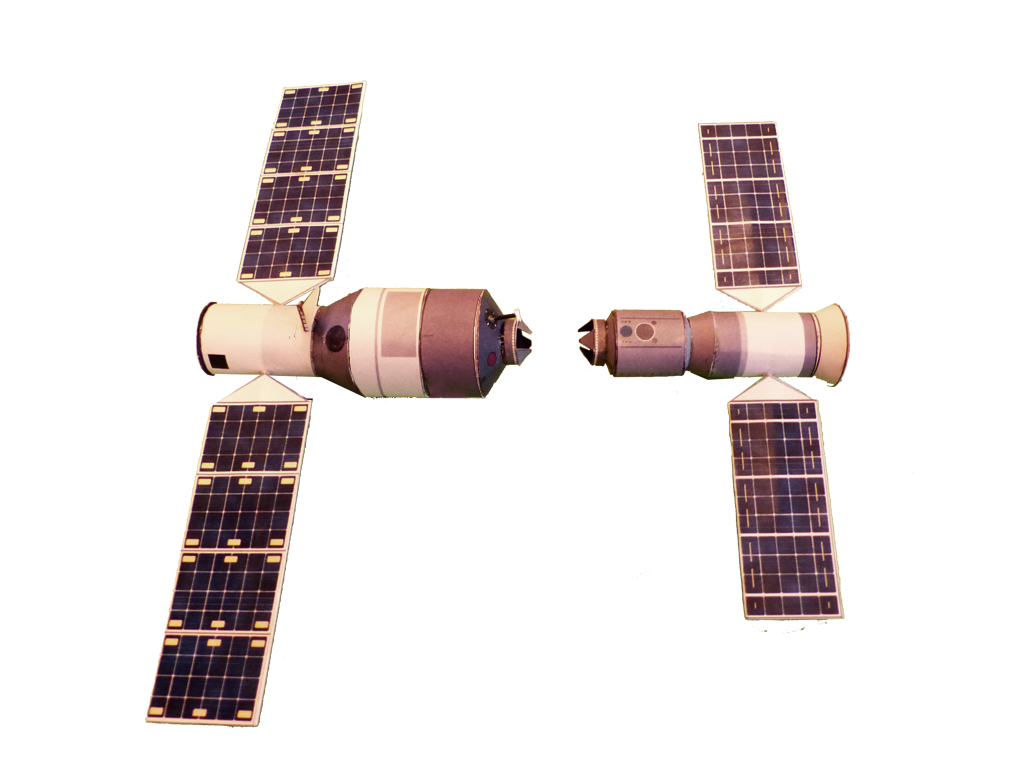
天宮2号と神舟11号の上面図、左側は天宮2号。

天宮2号（てんきゅう2ごう）は、中国で2番目の軌道上実験モジュールであり、中国の天宮計画の一部である。 中国空間技術研究院によって開発されている。設計寿命は2年で、 3人の宇宙飛行士を同時に軌道に居住できるように設計される。2011年に打ち上げされ2016年に退役した天宮1号に代わるものとして打ち上げされている。
2016年9月15日22時04分、天宮2号は酒泉衛星発射センターから長征2号FT型ロケットによって打ち上げられた。

## 経過
- 2014年10月、最終組立作業を開始。[1]

- 2015年1月3日、空間応用システムの負荷装置の設置を完了し、電源システムの試験を開始した。[1]

- 2016年3月25日、天宮2号の打ち上げに使用される長征2号FT-2ロケットの最終組み立てが完了し、試験段階に入った。[2]

- 2016年4月15日、大規模な総合的な試験を完了した。[3]

- 2016年6月3日、長征2号FT-2ロケットは試験の品質承認に合格し、ロケットの試験作業が完了した。[4]

- 2016年7月7日、全ての試験作業が完了した後、北京から酒泉衛星発射センターに出荷される。[5]

- 2016年7月9日、天宮2号が酒泉衛星発射センターに到着し、打ち上げ前の最終準備開始。[5]

- 2016年8月6日、打ち上げに使用される長征2号のFT-2ロケットが、酒泉衛星発射センターに到着。[6]

- 2016年9月9日、天宮2号と長征2号FT-2ロケットの組み合わせが、射場に垂直に移動。[7]

- 2016年9月15日22時04分、天宮2号が酒泉衛星発射センターで長征2号FT-2ロケットを使用して打ち上げ。575秒後、天宮2号はロケットの第2段から分離し、打ち上げ成功が確認された。[8]

- 2016年9月16日、北京航天飛行制御センターの管理下で、天宮2号は2つの軌道制御を実行し、高度約380kmの低軌道に入った。[9]

- 2016年9月22日18時41分、天宮2号に搭載されていたペイロードと機器のほとんどが運用を開始した。[10]

- 2016年9月25日、天宮2号は軌道制御後、地上から約393 kmのドッキング軌道に入り、神舟11号を待った。[11]

- 2016年10月19日03時31分、神舟11号と天宮2号が自動ランデブーとドッキングを実施し、06時32分、神舟11号に乗った2人の宇宙飛行士が天宮2号に連続して入った。[12]

- 2016年10月23日7時31分、天宮2号が軌道上に小型衛星を放出することに成功した[13]

- 2017年4月22日12時16分、天宮2号と天舟1号のミッションの最初の無人ランデブーとドッキングを実施した。[14]

- 2017年6月19日14時55分、天宮2号と天舟1号が2度目のランデブーとドッキングを実施した。

- 2017年6月21日09時16分、天舟1号が再び天宮2号から分離した。

- 2017年9月12日23時58分、天宮2号と天舟1号が、最後のランデブーとドッキングを完了した。

- 2018年9月15日、天宮2号は2年の設計寿命に達し、軌道上での増設実験を続けている。

- 2019年7月19日21時06分、天宮2号は、地球の軌道から離れるように制御され、南太平洋のスペースクラフト・セメタリー上空の大気圏に落下して燃え尽きた。[15]

## デザイン
天宮2号は、 天宮1号に基づいて設計されている。左側は小径の非与圧推進モジュールと2つのソーラーパネル、右側は大径の与圧区画である。全長は10.4ｍ、最大直径は3.35ｍ、展開後のソーラーパネルの幅は約18.4m、重量は約8,600kg。

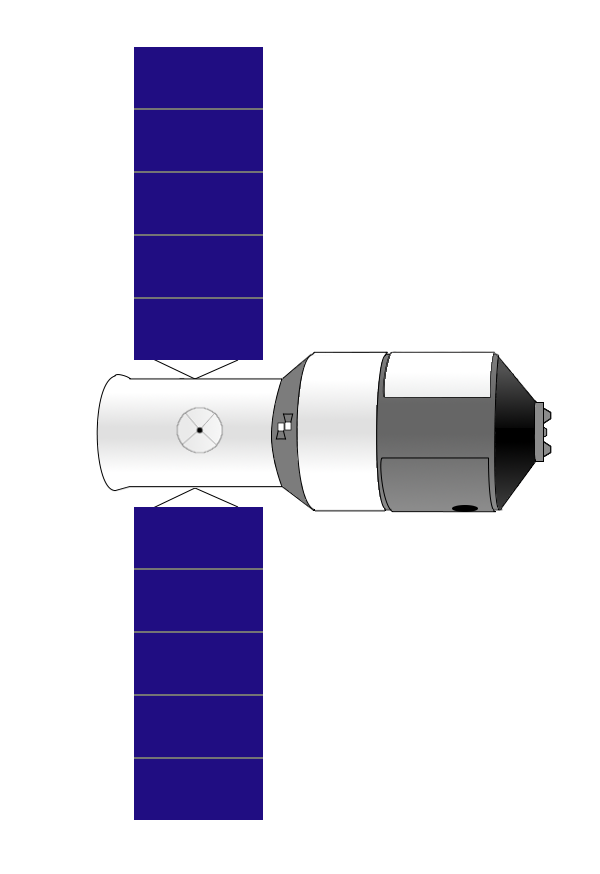
天宮2号

## 即時追跡リンク
- LIVE REAL TIME SATELLITE TRACKING AND PREDICTIONS: TIANGONG 2
- 天宮二号 - 軌道

## 参照
1. 1 2  “天宫二号空间实验室进入电测阶段” (中国語) (2015年1月3日). 2016年10月30日閲覧。
2. ↑  “发射神舟十一号的长二F火箭开始测试” (中国語).  中国载人航天网站 (2016年3月25日). 2016年10月30日閲覧。
3. ↑  “天宫二号空间实验室完成总装并交付电测” (中国語) (2016年4月15日). 2016年10月30日閲覧。
4. ↑  “用于发射神舟十一号飞船的长二F火箭完成出厂测试” (中国語).  中国载人航天网站 (2016年6月3日). 2016年10月30日閲覧。
5. 1 2  “天宫二号空间实验室运抵发射场 计划9月中旬发射” (中国語). 中国航天科技集团公司网站. 北京: 新浪网. (2016年7月10日) 2016年10月30日閲覧。
6. ↑  “发射天宫二号和神舟十一号的两枚长征二号火箭安全运抵发射场” (中国語) (2016年8月8日). 2016年10月30日閲覧。
7. ↑  “箭在弦上！天宫二号已矗立在发射架” (中国語). 中国航天科技集团公司网站. 北京: 凤凰网. (2016年9月9日) 2016年10月30日閲覧。
8. ↑  “天宫二号空间实验室中秋夜发射成功” (中国語) (2016年9月15日). 2016年10月30日閲覧。
9. ↑  “天宫二号在轨测试 目前整体状态良好” (中国語) (2016年9月21日). 2016年10月30日閲覧。
10. ↑  “天宫二号科学应用载荷正式开始运行” (中国語).  中国载人航天网站 (2016年9月23日). 2016年10月30日閲覧。
11. ↑  “天宫二号进入交会对接准备阶段” (中国語).  新浪网 (2016年9月26日). 2016年10月30日閲覧。
12. ↑  “神舟十一号与天宫二号成功实现自动交会对接” (中国語) (2016年10月19日). 2016年10月30日閲覧。
13. ↑  “天宫二号伴随卫星成功释放” (中国語).  中国载人航天网站 (2016年10月24日). 2016年10月30日閲覧。
14. ↑  王新国; 肖建军 (2017年4月22日). “天舟一号与天宫二号顺利完成自动交会对接”. 环球网. 新浪网 2017年4月22日閲覧。
15. ↑  天宫二号空间实验室将于今晚择机受控再入大气层